# Togon Timur
Togon Timur ([ᠲᠤᠭᠤᠨᠲᠡᠮᠤᠷ] Napaka: {{Jezik-xx}}: transliteration text not Latin script (pos $1) (pomoč), kitajsko: 妥懽貼睦爾; pinjin: Tuǒhuāntiēmù'ěr) s posmrtnim imenom Šun (元順帝), na Kitajskem znan kot cesar Huidzong iz Juana (元惠宗), je bil zadnji cesar dinastije Juan in kasneje prvi cesar dinastije Severni Juan. Velja tudi za zadnjega velikega kana Mongolskega cesarstva, * 25. maj 1320, † 23. maj 1370. 
V zadnjih letih njegove vladavine je dinastijo Juan strmoglavil upor rdečih turbanov, ki je ustanovil dinastijo Ming. On sam je še naprej vladal v severni Kitajski in na Mongolski planoti. Njegova vladavina je v zgodovinopisju  znana kot Severni Juan. 
Cesar Huidzong je bil učenec Karmapa, vodje šole Karma kagju tibetanskega budizma in velja za prejšnjo inkarnacijo Taj Situpa. Za svojega učitelja je želel imeti tudi učenjaka Dolpopa Šeraba Gjelcena, vendar ga je učenjak zavrnil.

## Življenje pred ustoličenjem
Togon Timur je bil sin Kušale, znanega tudi kot Kutugtu kan in cesar Mingdzong. Rojen je bil med očetovim izgnanstvom v Srednji Aziji. Togon Timurjeva mati je bila Mailaiti, potomka karluškega poglavarja Arslan kana.
Po državljanski vojni, znani kot vojna dveh prestolnic, ki je izbruhnila po smrti Jesin Timurja (cesar Tajding) leta 1328, je Togon Timur obiskal svojega očeta v Šangduju. Po očetovi smrti je prestol nasledil njegov mlajši brat Džajatu Kan Tug Timur (cesar Vendzong), ki so ga izgnali v Gorjeo (sodobna Koreja) in kasneje v Guangši v Južni Kitajski. Med njegovim izgnanstvom so njegovo mačeho Babušo usmrtili. 
Po Vendzongovi smrti leta 1332 je njegova vdova cesarica Budaširi spoštovala njegovo voljo, da prestol nasledi Kušalov sin in ne Vendzongov sin El Tegis. Na prestol ni prišel Togon Timur, ampak njegov mlajši polbrat Rinčinbal Kan, ki je vladal kot cesar Nindžong. Cesar je dva meseca kasneje umrl. Dejanski vladar El Timur je poskušal za njegovega naslednika postaviti El Tegisa, vendar mu je cesarica Budaširi to preprečila. Posledično so iz Guanšija poklicali Togon Timurja, ki je bil preveč zrel, da bi bil El Timurjeva marioneta. Začel se je oborožen  spor in Togon Timurjevo ustoličenje je bilo odloženo za šest mesecev, dokler ni El Timur leta 1333 umrl. 
Leta 1333 je Togon Timur prvič srečal gospo Ki, korejsko priležnico, v katero se je globoko zaljubil. Gospo Ki so v poznih 1320. letih kot "človeški poklon" poslali korejski kralji, ki so morali po mongolski invaziji vsako leto poslati na Kitajsko določeno število lepih najstniških deklet, da bi služile kot priležnice.

## Vladanje

### Zgodnje vladanje
Novi cesar je za prestolonaslednika imenoval svojega bratranca El Tegisa in zadušil upor El Timurjevega sina Tang Ki Seja. Med svojo despotsko vladavino je izvedel več čistk in začasno ukinil cesarski izpitni sistem. Gospo Ki je poskušal povišati v drugo ženo, kar je bilo v nasprotju z mongolsko prakso, da so bile druge žene lahko samo Mongolke. Gospa Ki je leta 1339 rodila sina, ki ga je Togon Timur določil za svojega naslednika. Leta 1340 je končno dosegel imenovanje gospe Ki za njegovo drugo ženo.
Leta 1340  je v državnem udaru uspel z dvora odstraniti El Tegisa in cesarico Budaširi ter uradnike, ki so vodili državno upravo. 

### Srednje vladanje
Z razrešitvijo Bajana kot prvega ministra je njegovo mesto zasedel njegov nečak Tokto. Njegov režim je bil povsem drugačen od Bajanovega. Bajanove čistke so bile preklicane. V prestolnico so se začeli vračati številni veliki kitajski literati, ki so se prostovoljno upokojili ali bili izgnani. Cesarski izpitni sistem je bil obnovljen. Leta 1345 so bile končno dokončane uradne zgodovine dinastij Liao, Džin in Song. 
Tokto je junija 1344 z odobritvijo Togon Timurja odstopil. Do leta 1349 se je zvrstilo več kratkotrajnih administracij, ki so se razlikovale od Toktojeve. Cesar je leta 1349 odpoklical Toktoja iz izgnanstva v Gansuju. Začelo se je drugo obdobje njegove administracije, zelo drugačne od prve. 

### Pozno vladanje
Od poznih 1340. let so ljudje na podeželju trpeli zaradi pogostih naravnih nesreč, suš, poplav in lakote, ki je sledila. Pomanjkanje učinkovite vladne politike je povzročilo izgubo podpore ljudi. Nezakoniti trgovci s soljo, ki niso bili zadovoljni z vladnim monopolom nad soljo, so se leta 1348 uprli in sprožili niz uporov po celem cesarstvu. Med njimi je bil upor rdečih turbanov, ki se je začel leta 1351 in prerasel v vsedržavni upor. 
Leta 1354 je Tokto z veliko vojsko nameraval zatreti upor redčih turbanov, a ga je Togon Timur nenadoma odpustil zaradi strahu pred izdajo. Posledica njegovega odpusta je bila obnovitev cesarjeve oblasti, a tudi hitra oslabitev centralne vlade. Cesar je bil prisiljen zanašati se na lokalne vojskovodje. 
Togon Timur je postopoma izgubil zanimanje za politiko in prenehal posegati v politične boje. Oblast je poskušal prevzeti njegov sin Biligti Kan, ki je leta 1353 postal prestolonaslednik in prišel v konflikt s  Togon Timurjevimi svetovalci, ki so  namesto kana obvladovali državno politiko. Vedno večjo moč je pridobivala tudi gospa Ki, ki je s pomočjo ministra nameravala strmoglaviti cesarja. Cesar je spor razrešil z umrtitvijo ministra.  
Leta 1364 je vojskovodja Boland Timur iz Šanšija zasedel Kanbalik in izgnal prestolonaslednika iz zimske prestolnice. Biligti Kan je naslednje leto premagal Bolanda Timurja, toda notranji boji so dodatno oslabili politično in vojaško moč centralne vlade. Leta 1365 je Togon Timur gospo Ki končno povišal v cesarico in napovedal, da bo njen sin prvi kandidat v nasledstveni vrsti.

## Odnosi z drugimi narodi

### Avignonsko papeštvo
Papeža Janez XXII. in Benedikt XII. sta med letoma 1317 in 1343 uspešno razširila mrežo katoliških cerkva po celotnem mongolskem cesarstvu od Krima do Kitajske. Ko je leta 1328 umrl nadškof Kanbalika Janez iz Montecorvina, so Alani s podporo Togon Timurja leta 1336 prosili papeža Benedikta XII. za novega metropolita. Papež je leta 1338 v Peking poslal svojo delegacijo pod vodstvom Giovannija de' Marignollija, ki je ostal v Pekingu tri ali štiri leta. Delegacija je Togon Timurju prinesla darila, med njimi tudi dobre evropske konje.

### Japonska
Ko so Korejci zasegli japonsko ribiško ladjo, za katero so sumili, da vohuni, jo je dvor Gorjea poslal svojemu vrhovnemu gospodarju, juanskemu cesarju Togon Timurju. Cesar je ribiče poslal domov na Japonsko. Šogunat Ašikaga je v odgovor poslal na Kitajsko delegacijo, ki je izrazila njegovo hvaležnost.

## Umik proti severu
Potem ko je prevzel dinastijo Čen, osvojil južno Kitajsko in ustanovil dinastijo Ming, se je Džu Juandžang okronal za cesarja Hongvuja in krenil na pohod proti severu. Leta 1368 je premagal vojsko Juana in prisilil Togon Timurja, da se je odpovedal Kanbaliku in se umaknil na sever v poletno prestolnico Šangdu. 
Leta 1369 je padel tudi Šangdu in Togon Timur je pobegnil proti severu v Jingčang v Notranji Mongoliji, kjer je leta 1370 umrl. Nasledil ga je sin Biligtu Kan Ajuširidara, ki se je še isto leto umaknil v Karakorum. Preostali člani dinastije Juan so vladali severni Kitajski in na Mongolski planoti in zase zahtevali kitajski prestol. V zgodovinopisju se omenjajo kot Severni Juan. 
Togon Timur je bil po Kublajkanu najdlje živeči cesar dinastije Juan. V času njegove smrti je Severni Juan ohranil svoj vpliv in se raztezal od Japonskega morja do gorovja Altaj. V Jinanu in Guidongu se je upiral dinastiji Ming, katere oblast v osrednji Kitajski še ni bila stabilna, a je kljub temu menila, da je dinastija Juan po odhodu iz Kanbalika izgubila svoj nebeški mandat. Po letu 1368 se Togon Timur in njegovi nasledniki niso več šteli za zakonite kitajske vladarje. 
Dinastija Ming je Togon Timurju podelila posmrtno ime cesar Šun in menila, da je svoj imperij odstopil dinastiji Ming. Dinastija Severni Juan mu je dala svoje posmrtno ime cesar Šuanren Pušjao in tempeljsko ime Huidzong. 
Na jugu Kitajske so se ostanki dinastije Juan tudi po Togon Timurjevi smrti upirali dinastiji Ming. Njihov zadnji upor je bil zadušen šele leta 1381. 

## Družina
Soproge in njihovi otroci
- prva cesarica žena: Današiri iz plemena Kipčakov (1320 – 1335), El Timurjeva hčerka
  - princ maha (1334 – 1334)
- druga cesarica žena: Bajan Kutug iz onguraškega klana  Hongdžila (1324 – 1365), hčerka Bolod Timurja
- tretja cesarica žena: Gi (1315 – 1369) iz korejskafga klana Haengdžu Gi 
  - Biligtu Kan Ajuširidara, cesar Džaodzong iz Severnega Juana (1340 – 1378)
  - nedonošen otrok leta 1347
- prava žena: Ruidžao iz kitajskega klana Long, sprva služkinja in konkubina[10]
- prava žena: Jining iz klana Čeng (1333 – 1368)[10]
- žena iz korejskega klana Gjoha No[10]
- prava žena: Šjaoge iz klana Ge[10]
- konkubina Li (Ajuan) iz klana Džang[10]
- talentirana gospa (kurtizana) iz klana Ning z osebnim imenom Šjanger[10]
- neznana gospa
  - Uškal Kan Tuguz Timur/cesar Tjanjuan Severnega Juana (r. 1342)

## Zapuščina
Mongolske kronike, kot je Erdenijn tobči, vključujejo pesnitev Žalost Togon Timurja, v kateri žaluje za izgubljenim Kanbalikom (Peking).

## Vir
- Moule, Arthur C. (1957). The Rulers of China, 221 BC-AD 1949. London: Routledge. OCLC 223359908.

| Togon Timur BordžiginiRojen: 25. maj 1320 Umrl: 23. maj 1370 |                                                                                             |                                                                          |
| Vladarski nazivi                                             |                                                                                             |                                                                          |
| Predhodnik: Rinčinbal Kan                                    | Veliki kan Mongolskega cesarstva (nominalno zaradi delitve Mongolskega cesarstva) 1333–1368 | S propadom Dinastije Juan leta 1368 je propadlo tudi Mongolsko cesarstvo |
| Predhodnik: Rinčinbal Kan                                    | Cesar dinastije Juan 1333–1368                                                              | Naslednik: On sam kot cesar Severnega Juana                              |
| Predhodnik: Rinčinbal Kan                                    | Cesar Kitajske 1333–1368                                                                    | Naslednik: Dinastija Ming: cesar Hongvu                                  |
| Predhodnik: On sam kot cesar Severnega Juana                 | Cesar Severnega Juana 1368–1370                                                             | Naslednik: Biligtu Kan Avšihiridara                                      |